# Gjelbrim Tahipi
Gjelbrim Tahipi (in serbo Ђелбрим Таипи?, Đelbrim Taipi ; Bujanovac, 13 dicembre 1992) è un calciatore albanese naturalizzato kosovaro, centrocampista del Partizani Tirana.

## Biografia
Nato a Bujanovac, nell'allora Jugoslavia. Ha un fratello più piccolo, Shqiprim, anch'egli calciatore, che gioca anche lui nel Kukësi.

## Carriera

### Club
Il 1º luglio 2017 viene acquistato a titolo definitivo dalla squadra svizzera del San Gallo, con cui firma un contratto annuale con scadenza il 30 giugno 2018.

### Nazionale
Ha debuttato con la nazionale albanese Under-21 il 6 giugno 2012.
Nel 2018 ha giocato 2 partite con la nazionale maggiore kkosovara.

## Statistiche

### Presenze e reti nei club
Statistiche aggiornate al 17 agosto 2023.
| Stagione            | Squadra             | Campionato          | Campionato | Campionato | Coppe nazionali | Coppe nazionali | Coppe nazionali | Coppe continentali | Coppe continentali | Coppe continentali | Altre coppe | Altre coppe | Altre coppe | Totale | Totale |
| Stagione            | Squadra             | Comp                | Pres       | Reti       | Comp            | Pres            | Reti            | Comp               | Pres               | Reti               | Comp        | Pres        | Reti        | Pres   | Reti   |
| ------------------- | ------------------- | ------------------- | ---------- | ---------- | --------------- | --------------- | --------------- | ------------------ | ------------------ | ------------------ | ----------- | ----------- | ----------- | ------ | ------ |
| 2011-2012           | Škendija            | PL                  | 26         | 2          | CM              | 0               | 0               | UCL                | 1                  | 0                  | SM          | 1           | 0           | 28     | 2      |
| 2012-2013           | Škendija            | PL                  | 29         | 4          | CM              | 4               | 0               | UEL                | 2                  | 0                  | -           | -           | -           | 35     | 4      |
| Totale Škendija     | Totale Škendija     | Totale Škendija     | 55         | 6          |                 | 4               | 0               |                    | 3                  | 0                  |             | 1           | 0           | 63     | 6      |
| 2013-2014           | Wil                 | CL                  | 30         | 6          | CS              | 1               | 0               | -                  | -                  | -                  | -           | -           | -           | 31     | 6      |
| 2014-2015           | Wil                 | CL                  | 35         | 5          | CS              | 3               | 1               | -                  | -                  | -                  | -           | -           | -           | 38     | 6      |
| 2015-2016           | Wil                 | CL                  | 30         | 5          | CS              | 1               | 0               | -                  | -                  | -                  | -           | -           | -           | 31     | 5      |
| 2016-gen. 2017      | Wil                 | CL                  | 3          | 0          | CS              | 0               | 0               | -                  | -                  | -                  | -           | -           | -           | 3      | 0      |
| Totale Wil          | Totale Wil          | Totale Wil          | 98         | 16         |                 | 5               | 1               |                    | -                  | -                  |             | -           | -           | 103    | 17     |
| gen.-giu. 2017      | Sciaffusa           | CL                  | 16         | 3          | CS              | 0               | 0               | -                  | -                  | -                  | -           | -           | -           | 16     | 3      |
| 2017-gen. 2018      | San Gallo           | SL                  | 14         | 0          | CS              | 2               | 1               | -                  | -                  | -                  | -           | -           | -           | 16     | 1      |
| gen.-giu. 2018      | Grasshoppers        | SL                  | 15         | 0          | CS              | 1               | 0               | -                  | -                  | -                  | -           | -           | -           | 16     | 0      |
| 2018-2019           | Grasshoppers        | SL                  | 16         | 0          | CS              | 2               | 0               | -                  | -                  | -                  | -           | -           | -           | 18     | 0      |
| Totale Grasshoppers | Totale Grasshoppers | Totale Grasshoppers | 31         | 0          |                 | 3               | 0               |                    | -                  | -                  |             | -           | -           | 34     | 0      |
| 2019-gen. 2020      | Winterthur          | CL                  | 12         | 0          | CS              | 2               | 0               | -                  | -                  | -                  | -           | -           | -           | 14     | 0      |
| gen.-giu. 2020      | Sciaffusa           | CL                  | 14         | 4          | CS              | 0               | 0               | -                  | -                  | -                  | -           | -           | -           | 14     | 4      |
| Totale Sciaffusa    | Totale Sciaffusa    | Totale Sciaffusa    | 30         | 7          |                 | 0               | 0               |                    | -                  | -                  |             | -           | -           | 30     | 7      |
| 2020-2021           | Kukësi              | KS                  | 36         | 2          | CA              | 3               | 0               | UEL                | -                  | -                  | -           | -           | -           | 39     | 2      |
| 2021-2022           | Kukësi              | KS                  | 35         | 6          | CA              | 2               | 1               | -                  | -                  | -                  | -           | -           | -           | 37     | 7      |
| 2022-2023           | Kukësi              | KS                  | 36         | 5          | CA              | 4               | 1               | -                  | -                  | -                  | -           | -           | -           | 40     | 6      |
| Totale Kukësi       | Totale Kukësi       | Totale Kukësi       | 107        | 13         |                 | 9               | 2               |                    | -                  | -                  |             | -           | -           | 116    | 15     |
| 2023-2024           | Partizani Tirana    | KS                  | 0          | 0          | CA              | 0               | 0               | UCL+UECL           | 0+4                | 0                  | SA          | 0           | 0           | 4      | 0      |
| Totale carriera     | Totale carriera     | Totale carriera     | 347        | 42         |                 | 25              | 4               |                    | 7                  | 0                  |             | 1           | 0           | 380    | 46     |

### Cronologia presenze e reti in nazionale
| Cronologia completa delle presenze e delle reti in nazionale ― Kosovo | Cronologia completa delle presenze e delle reti in nazionale ― Kosovo | Cronologia completa delle presenze e delle reti in nazionale ― Kosovo | Cronologia completa delle presenze e delle reti in nazionale ― Kosovo | Cronologia completa delle presenze e delle reti in nazionale ― Kosovo | Cronologia completa delle presenze e delle reti in nazionale ― Kosovo | Cronologia completa delle presenze e delle reti in nazionale ― Kosovo | Cronologia completa delle presenze e delle reti in nazionale ― Kosovo |
| Data                                                                  | Città                                                                 | In casa                                                               | Risultato                                                             | Ospiti                                                                | Competizione                                                          | Reti                                                                  | Note                                                                  |
| --------------------------------------------------------------------- | --------------------------------------------------------------------- | --------------------------------------------------------------------- | --------------------------------------------------------------------- | --------------------------------------------------------------------- | --------------------------------------------------------------------- | --------------------------------------------------------------------- | --------------------------------------------------------------------- |
| 27-3-2018                                                             | Franconville                                                          | Kosovo                                                                | 2 – 0                                                                 | Burkina Faso                                                          | Amichevole                                                            | -                                                                     | 46’                                                                   |
| 29-5-2018                                                             | Zurigo                                                                | Albania                                                               | 0 – 3                                                                 | Kosovo                                                                | Amichevole                                                            | -                                                                     | 90’                                                                   |
| Totale                                                                |                                                                       | Presenze                                                              | 2                                                                     |                                                                       | Reti                                                                  | 0                                                                     |                                                                       |

| Cronologia completa delle presenze e delle reti in nazionale ― Albania under 21 | Cronologia completa delle presenze e delle reti in nazionale ― Albania under 21 | Cronologia completa delle presenze e delle reti in nazionale ― Albania under 21 | Cronologia completa delle presenze e delle reti in nazionale ― Albania under 21 | Cronologia completa delle presenze e delle reti in nazionale ― Albania under 21 | Cronologia completa delle presenze e delle reti in nazionale ― Albania under 21 | Cronologia completa delle presenze e delle reti in nazionale ― Albania under 21 | Cronologia completa delle presenze e delle reti in nazionale ― Albania under 21 |
| Data                                                                            | Città                                                                           | In casa                                                                         | Risultato                                                                       | Ospiti                                                                          | Competizione                                                                    | Reti                                                                            | Note                                                                            |
| ------------------------------------------------------------------------------- | ------------------------------------------------------------------------------- | ------------------------------------------------------------------------------- | ------------------------------------------------------------------------------- | ------------------------------------------------------------------------------- | ------------------------------------------------------------------------------- | ------------------------------------------------------------------------------- | ------------------------------------------------------------------------------- |
| 6-6-2012                                                                        | Lisbona                                                                         | Portogallo under 21                                                             | 3 – 1                                                                           | Albania under 21                                                                | Qual. Europeo Under-21 2013                                                     | -                                                                               |                                                                                 |
| 12-6-2012                                                                       | Mosca                                                                           | Russia under 21                                                                 | 0 – 0                                                                           | Albania under 21                                                                | Qual. Europeo Under-21 2013                                                     | -                                                                               | 60’                                                                             |
| 6-9-2012                                                                        | Moldavia                                                                        | Moldavia under 21                                                               | 2 – 1                                                                           | Albania under 21                                                                | Qual. Europeo Under-21 2013                                                     | -                                                                               | 72’                                                                             |
| 6-2-2013                                                                        | Tirana                                                                          | Albania under 21                                                                | 0 – 0                                                                           | Macedonia del Nord under 21                                                     | Amichevole                                                                      | -                                                                               |                                                                                 |
| 7-6-2013                                                                        | Tirana                                                                          | Albania under 21                                                                | 1 – 2                                                                           | Ungheria under 21                                                               | Qual. Europeo Under-21 2015                                                     | 1                                                                               | 40’                                                                             |
| 11-6-2013                                                                       | Zenica                                                                          | Bosnia ed Erzegovina under 21                                                   | 4 – 1                                                                           | Albania under 21                                                                | Qual. Europeo Under-21 2015                                                     | -                                                                               |                                                                                 |
| 14-8-2013                                                                       | Tirana                                                                          | Albania under 21                                                                | 0 – 1                                                                           | Austria under 21                                                                | Qual. Europeo Under-21 2015                                                     | -                                                                               | 31’ 45’                                                                         |
| 15-10-2013                                                                      | Tirana                                                                          | Albania under 21                                                                | 0 – 1                                                                           | Bosnia ed Erzegovina under 21                                                   | Qual. Europeo Under-21 2015                                                     | -                                                                               | 55’                                                                             |
| 5-3-2014                                                                        | Vienna                                                                          | Austria under 21                                                                | 1 – 3                                                                           | Albania under 21                                                                | Qual. Europeo Under-21 2015                                                     | -                                                                               | 63’                                                                             |
| Totale                                                                          |                                                                                 | Presenze                                                                        | 9                                                                               |                                                                                 | Reti                                                                            | 1                                                                               |                                                                                 |

## Palmarès

### Club

#### Competizioni nazionali
- Supercoppa di Macedonia: 1

Škendija: 2011
- Supercoppa d'Albania: 1

Partizani Tirana: 2023